# Flûte sismique

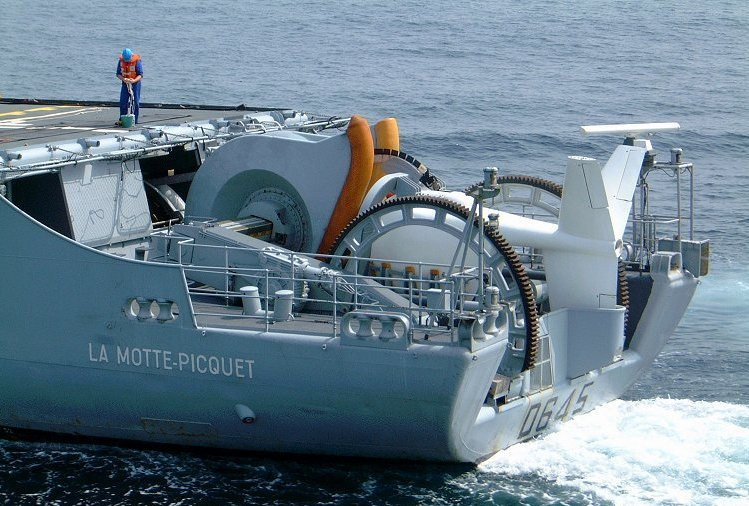
Sonar DUBV 43C sur le navire La Motte-Picquet (frégate).

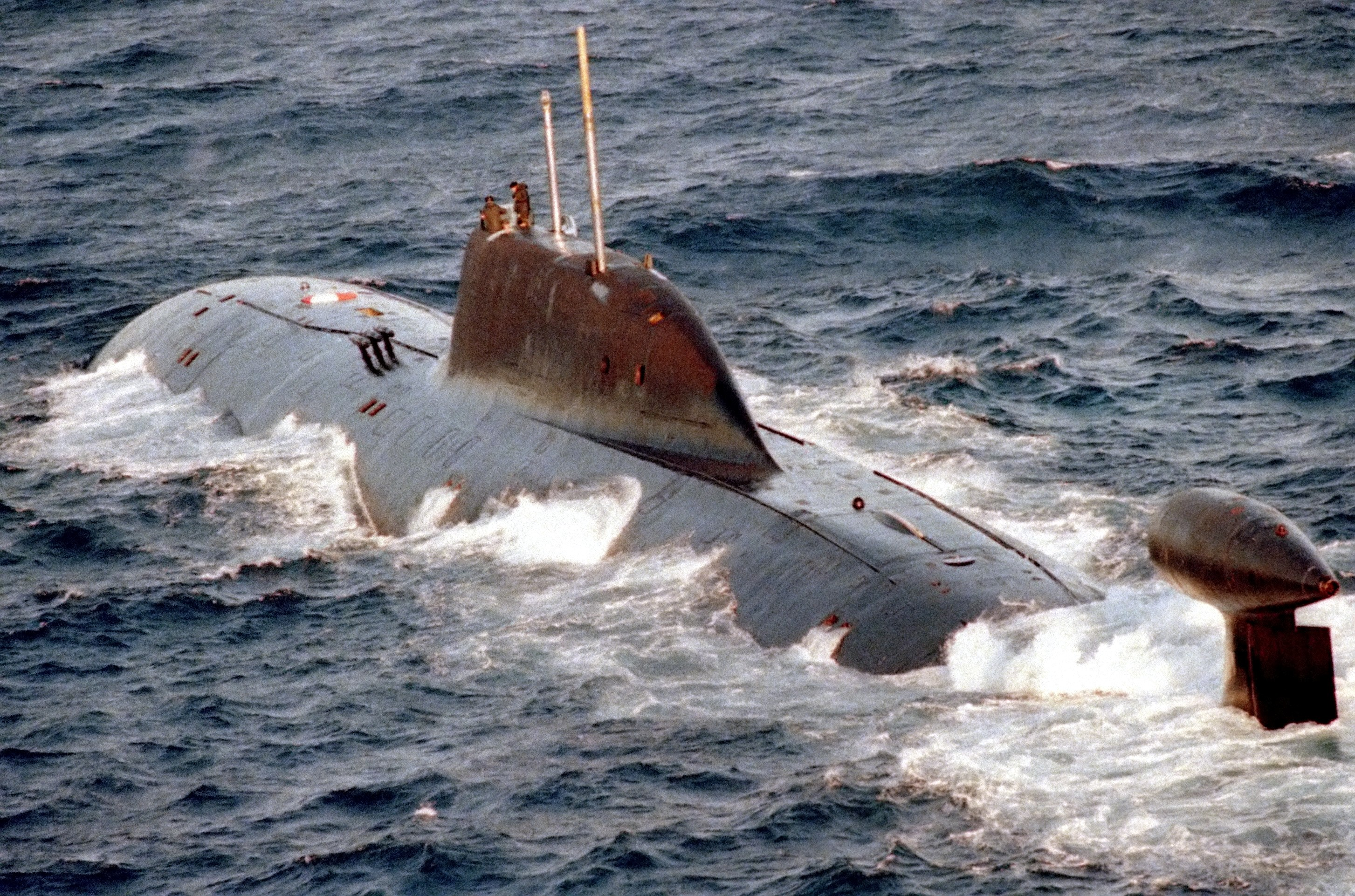
Sonar remorqué de la Classe Akula, rangé dans un conteneur en forme de goutte sur la queue du sous-marin

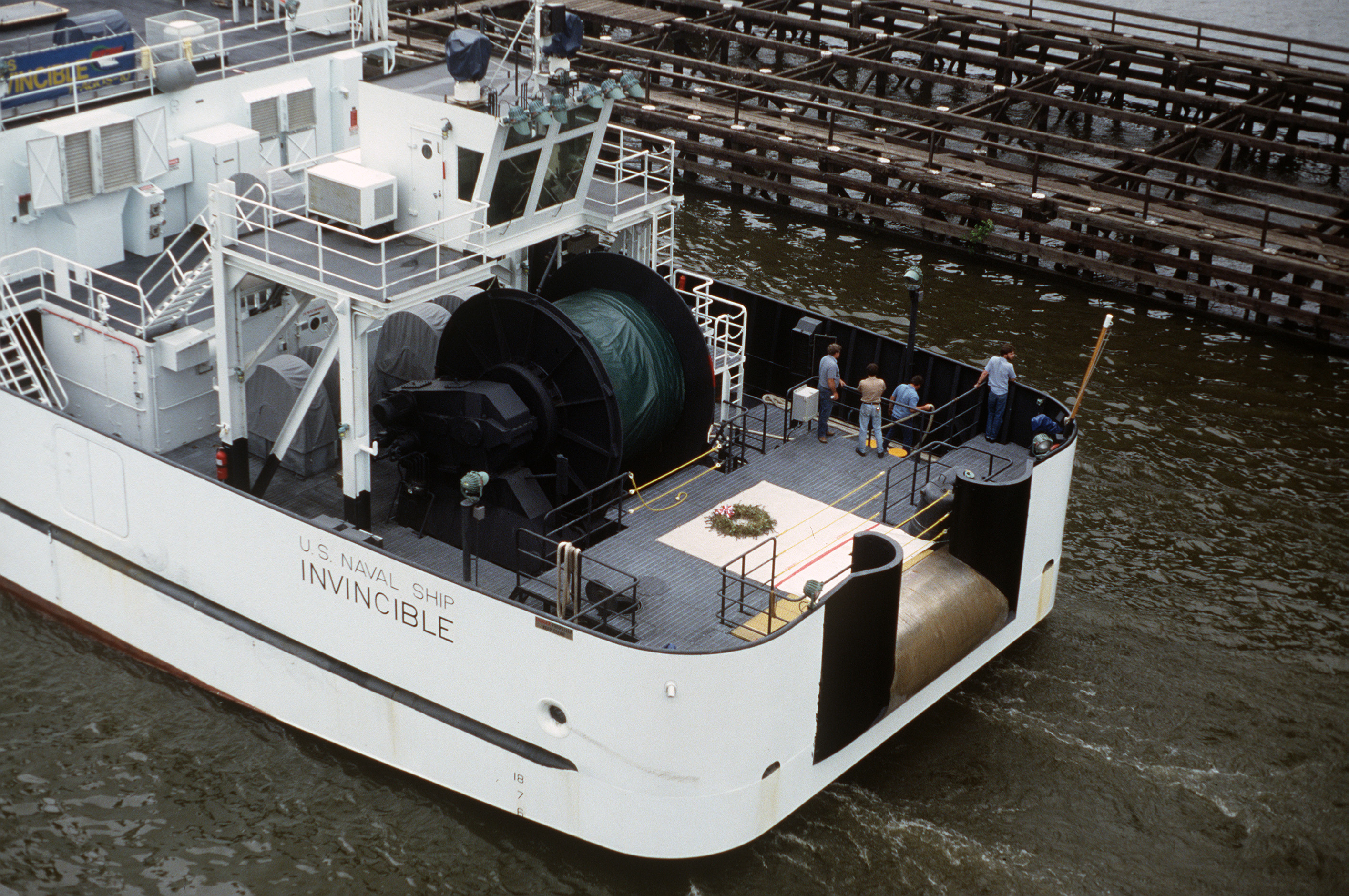
USNS Invincible (T-AGOS-10) et son équipement Sensor System (SURTASS), 1987.

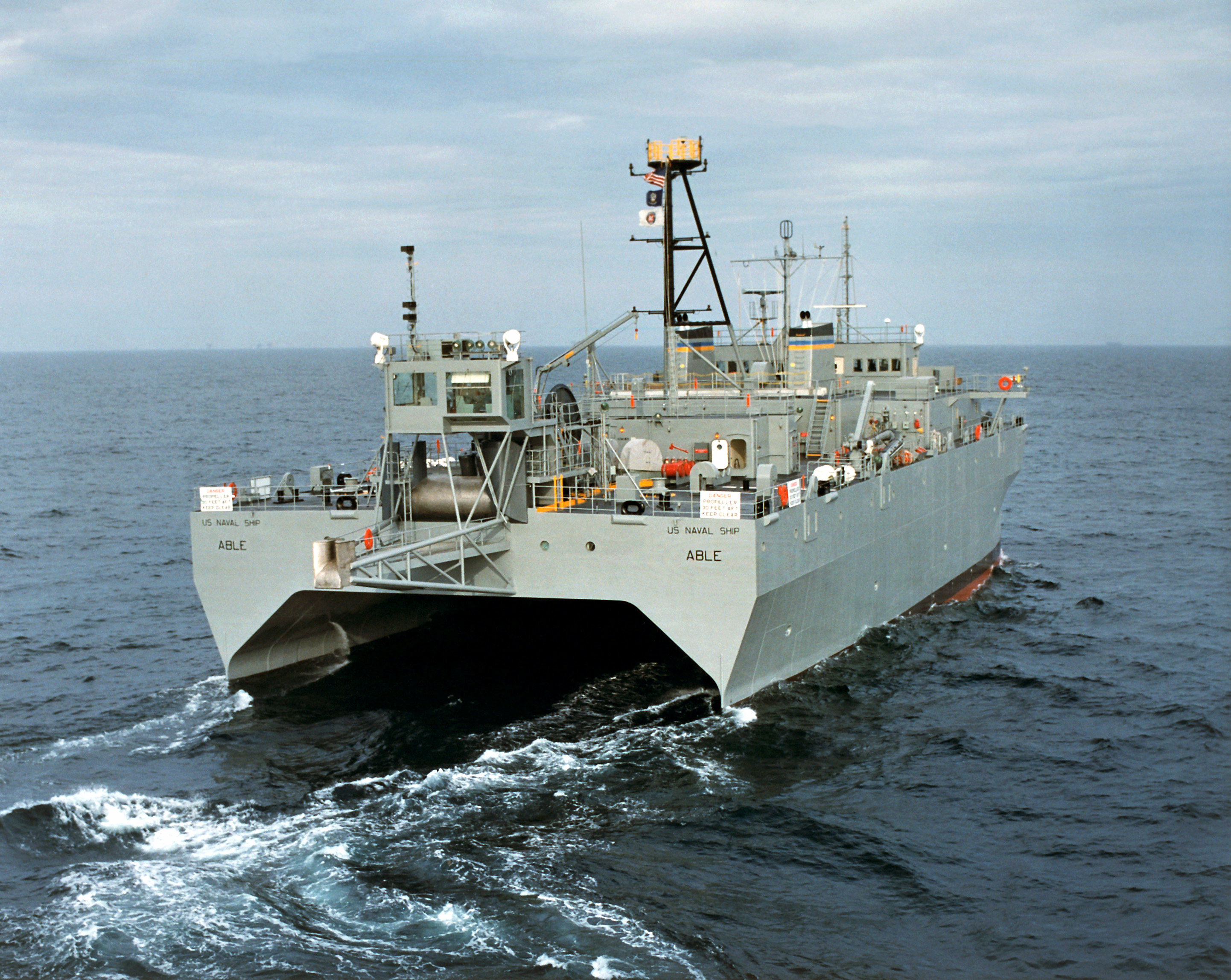
USNS Able (T-AGOS-20) et son équipement SURTASS.

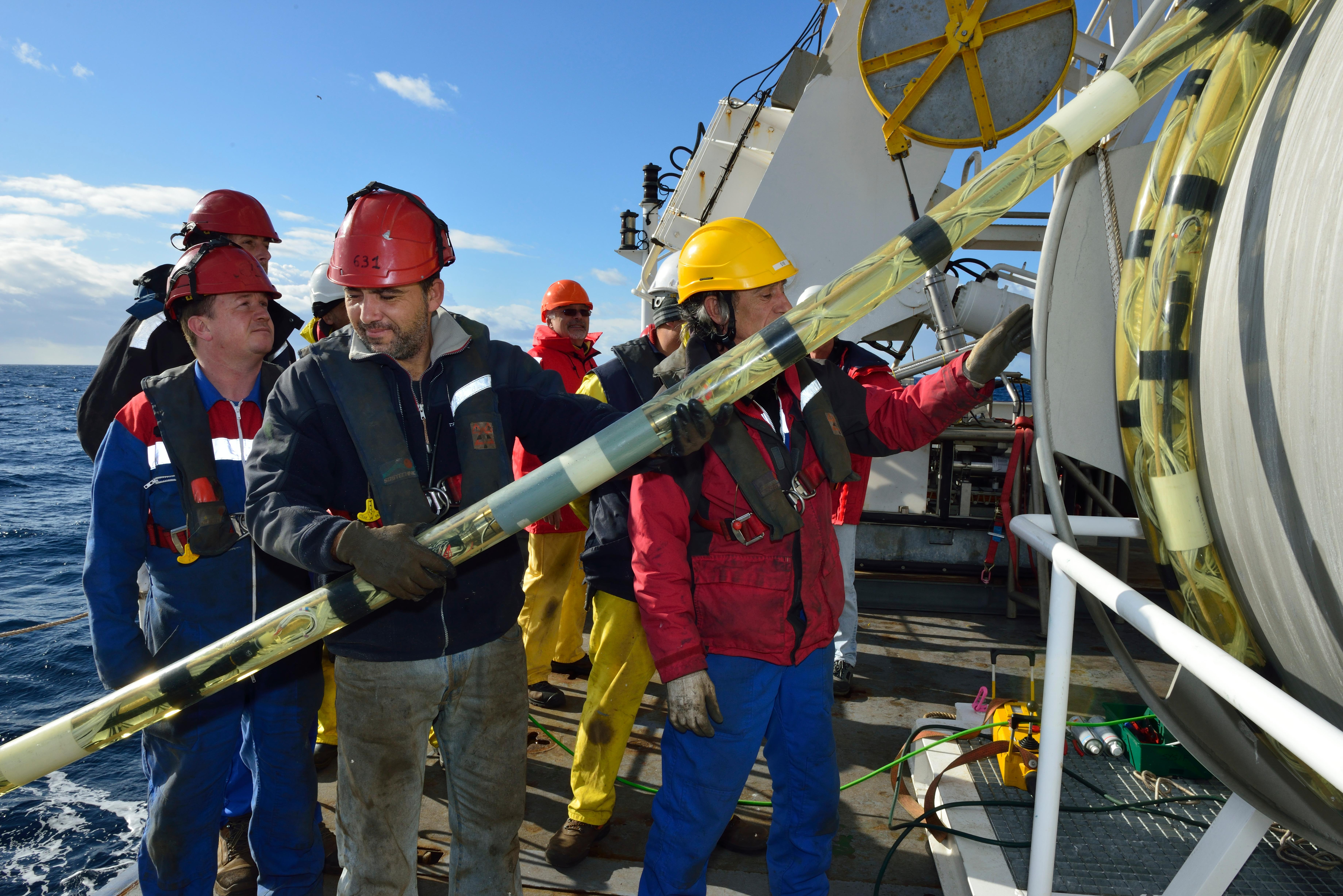
Déploiement d'une flûte sismique par l'IFREMER

Une flûte sismique ou flûte sonar, également sonar remorqué est une antenne acoustique linéaire remorquée par un navire de surface ou un sous-marin. Elle peut effectuer une recherche passive (écoute simple) de détection des bruits émis par les navires pour une utilisation militaire, ou être complétée par un canon à air ou à eau produisant des ondes acoustiques, dont le retour plus ou moins retardé par la nature du plancher marin permet de créer une cartographie 3D du sol (imagerie sismique), notamment pour les navires de recherche scientifique ou d'hydrocarbures (sismique marine),. 

## Description
Elle comporte un ou plusieurs câbles de traction sur lesquels sont fixés :
- des hydrophones qui peuvent être regroupés par grappes pour former des voies directionnelles, ou par sous-antennes de longueurs différentes spécialisées dans une gamme de fréquences ;
- des équipements auxiliaires comme des capteurs de direction et de profondeur ;
- éventuellement des convertisseurs analogiques-numériques ;
- une enveloppe qui a pour fonctions de protéger les équipements électroniques, d’assurer la plus faible traînée hydrodynamique et de contenir un liquide ou un gel plus léger que l’eau pour éviter l’écrasement de l’enveloppe et de son contenu, et de donner une flottabilité nulle à l’ensemble (à l’immersion de référence[4]) ;
- souvent un ou des dispositifs appelés « poissons », munis d’ailerons mobiles, fixés à l'extrémité du câble (CF. première image) ou bien de place en place le long de l’antenne pour en régler la profondeur.

Une flûte mesure de quelques centaines à quelques milliers de mètres de long. Sur un sous-marin, la flûte est fixée à l’arrière du bateau en début de patrouille et décrochée en fin de patrouille. Sur les navires de surface, la flûte est enroulée sur un tambour à l’arrière et déroulée uniquement pendant son utilisation.
Il peut y avoir plusieurs flûtes remorquées simultanément, par exemple dans le cas d’un navire d’exploration pétrolière ou de recherche sous-marine,.